# Villa Serego
Villa Serego (o Sarego), sita in località Santa Sofia di Pedemonte in San Pietro in Cariano (provincia di Verona) e per questo detta anche villa Santa Sofia, è una villa veneta progettata dall'architetto Andrea Palladio nel 1565. È dal 1996 nella lista dei patrimoni dell'umanità dell'UNESCO, assieme alle altre ville palladiane del Veneto.
È l'unica villa palladiana ancora presente in Provincia di Verona.

## Storia
Il committente è il veronese Marcantonio Serego, che entra in possesso della proprietà di Santa Sofia nel 1552 ma che solamente dal 1565 decide di rinnovare radicalmente il complesso edilizio ereditato dal padre. Poche e frammentarie sono le notizie che riguardano le vicende costruttive del complesso, che venne realizzato solo in piccola parte rispetto alla grande estensione disegnata da Palladio nei Quattro libri dell'architettura (1570): meno della metà del cortile rettangolare e in particolare la sezione settentrionale.
Nel 1740 Francesco Muttoni poté vedere il tracciato dell'intero cortile scandito dalle basi già poste in opera delle colonne che avrebbero dovuto completarlo. È dunque ipotizzabile che con la morte di Marcantonio negli anni ottanta del Cinquecento i lavori siano stati definitivamente interrotti, anche se pare dimostrata la volontà di concludere almeno la parte del complesso riservata agli appartamenti signorili.
Con rogito del 30 marzo 1811 il conte Marcantonio Serego Alighieri cedette la proprietà all'avvocato Giovanni Battista Cressotti. Entro la metà dell'Ottocento la villa subì notevoli mutamenti a opera dell'architetto Luigi Trezza: nuovi ambienti abitabili vennero ad aggiungersi lungo il lato occidentale dell'edificio, innestandosi al tratto originale cinquecentesco e in parte manomettendolo, mentre alle testate del cortile lasciate incompiute veniva data un'immagine definitiva facendo girare trabeazione e balaustra.
Nel 1996 è stata inserita nel patrimonio dell'umanità dell'UNESCO "Vicenza e le ville palladiane del Veneto". La villa è sede di una azienda vinicola.

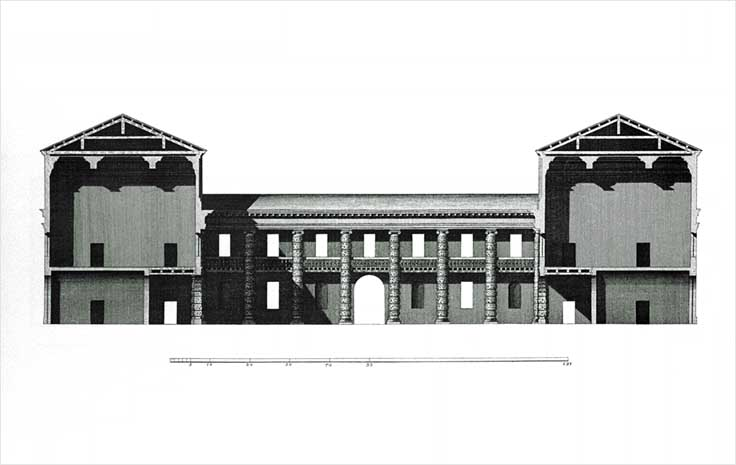
Villa Serego, sezione (Ottavio Bertotti Scamozzi, 1781)
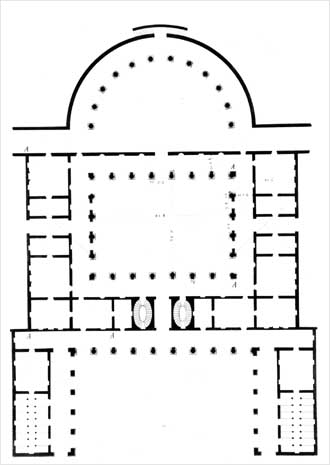
Pianta della villa (Ottavio Bertotti Scamozzi, 1781)

## Descrizione
Isolata all'estremo occidente della “geografia palladiana” del Veneto e una delle ultime fabbriche di villa progettate da Palladio, villa Serego a Santa Sofia rappresenta per molti versi un episodio eccezionale. A differenza della villa-tipo palladiana, generalmente un organismo fortemente gerarchizzato e dominato dal “pieno” della casa dominicale, Palladio preferisce qui articolare lo spazio attorno al grande “vuoto” del cortile centrale, prendendo probabilmente a modello le proprie ricostruzioni della villa romana antica.
Anziché di mattoni e intonaco, le grandi colonne ioniche sono realizzate con blocchi di pietra calcarea appena sbozzati e sovrapposti a creare pile irregolari: il tipo di materiale utilizzato (proveniente dalle cave che i Serego possedevano poco lontano) e la dimensione gigantesca delle colonne contribuiscono a generare una sensazione di potenza mai raggiunta da nessun'altra villa realizzata.
La villa possiede un grande giardino, posto di fronte.

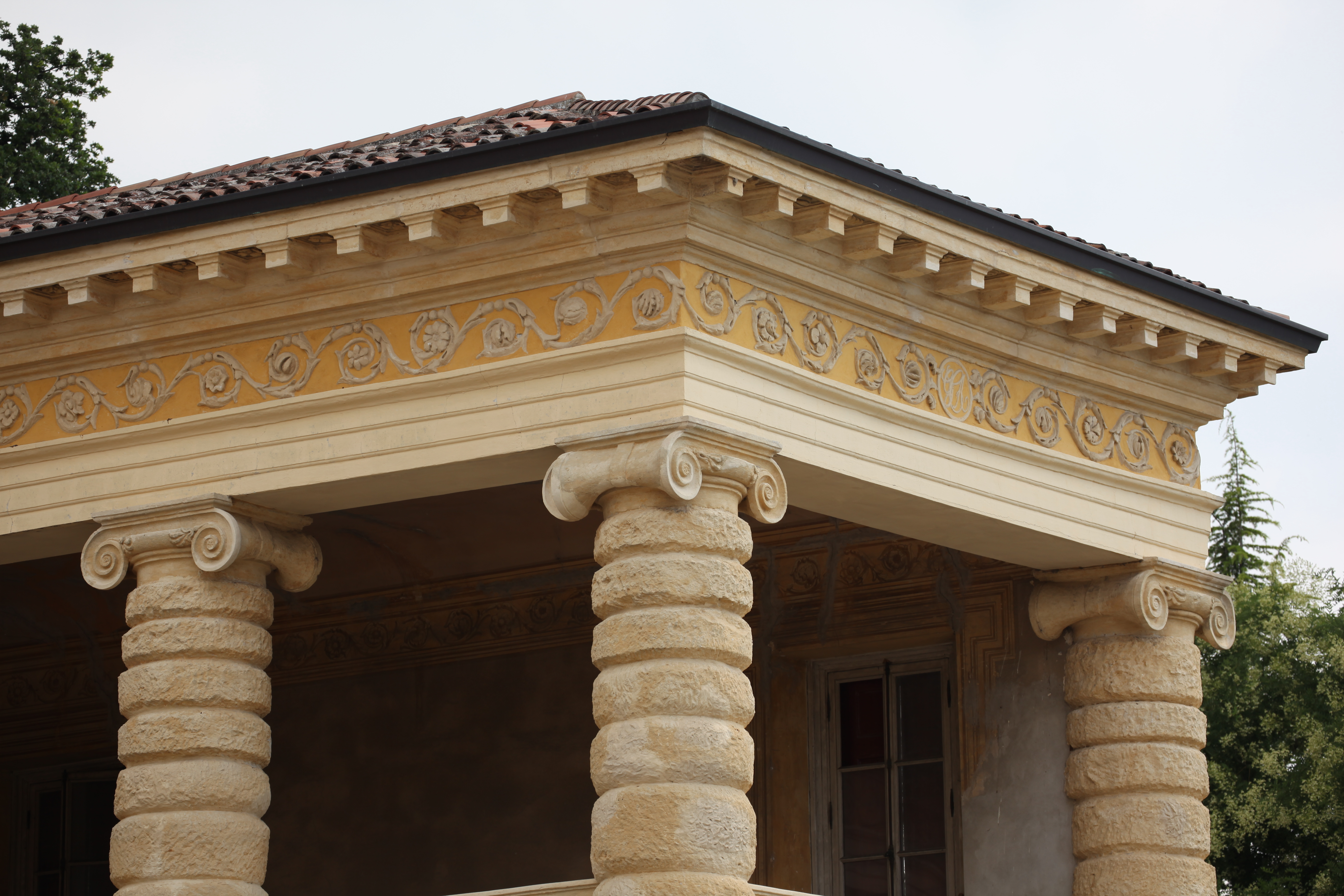
Dettaglio dell'angolo
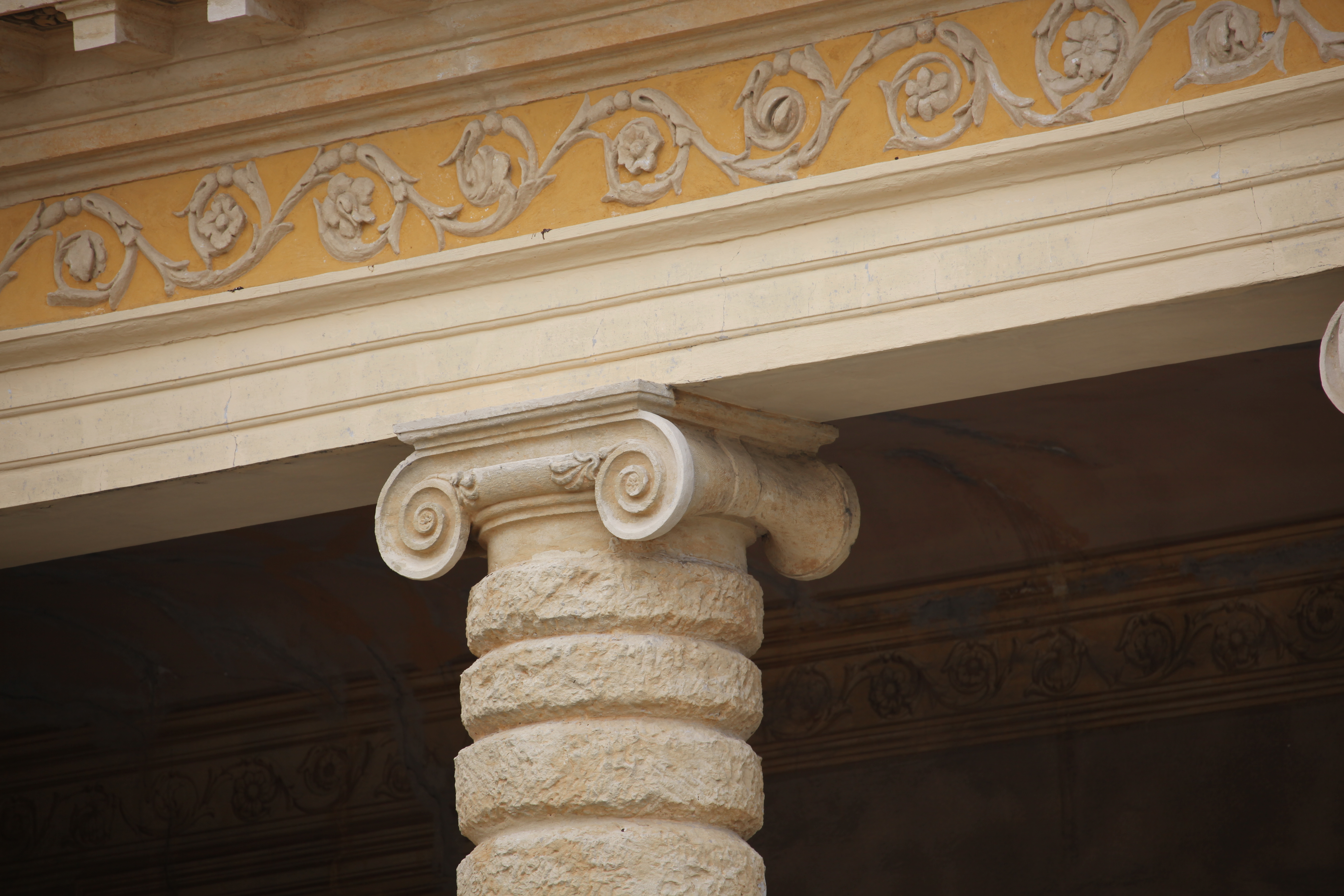
Dettaglio di colonna